# Лаупгайм
Лаупгайм (нім. Laupheim) — місто в Німеччині, знаходиться в землі Баден-Вюртемберг. Підпорядковується адміністративному округу Тюбінген. Входить до складу району Біберах.
Площа — 61,78 км2. Населення становить 22 579 ос. (станом на 31 грудня 2020).

## Відомі люди
- Карл Леммле (1867 — 1939) — засновник найстарішої (з існуючих) американської кіностудії Universal.